# (21292) 1996 VQ8
1996 في كيو 8 (ويعرف أيضًا باسم (21292) 1996 في كيو 8 وفق تسمية الكوكب الصغير) (بالإنجليزية: 1996 VQ8)‏ هو كويكب ضمن حزام الكويكبات؛ وترتيبه 21292 من حيث الاكتشاف.
اكتُشف هذا الجُرم الفلكي بواسطة Kin Endate ‏ في 7 نوفمبر 1996.

## وصلات خارجية
- (21292) 1996 VQ8 في قاعدة بيانات مختبر الدفع النفاث لأجرام النظام الشمسي الصغيرة

- الاكتشاف · مخطط المدار ·  العناصر المدارية · المعلمات المادية

- (21292) 1996 VQ8 على موقع ويكي سكاي: DSS2, SDSS, GALEX, IRAS, Hydrogen α, X-Ray, Astrophoto, Sky Map, Articles and images